# Lockarps kyrka
Sankt Shenudas kyrka (tidigare Lockarps kyrka) är en kyrkobyggnad i Lockarp. Den var församlingskyrka i Fosie församling i Lunds stift tills det 2017 bestämdes att den skulle skänkas till koptisk-ortodoxa församlingen och byta namn till Sankt Shenuda.

## Kyrkobyggnaden
Kyrkan byggdes 1885-1886 efter Ernst Jacobssons ritningar. Troligen härstammar en del grundmurar från 1200-talet. År 1924 restaurerades kyrkan invändigt då bland annat korfönstren murades igen.

## Inventarier
- En altaruppsats är från 1706.
- Predikstolen är från 1589.
- En dopfunt av sandsten är från medeltiden. Tillhörande dopfat är från 1600-talet.

### Orgel
- 1854 byggde Anders Victor Lundahl, Malmö en orgel med 8 stämmor.
- 1930 byggde A. Mårtenssons Orgelfabrik AB, Lund en orgel med 12 stämmor.
- Den nuvarande orgeln byggdes 1979 av A. Mårtenssons Orgelfabrik AB, Lund och är en mekanisk orgel. Fasaden är från 1854 års orgel.

| Manual                | Pedal      | Koppel  |
| Rörflöjt 8´           | Subbas 16´ | Man/Ped |
| Principal 4'          |            |         |
| Koppelflöjt 4'        |            |         |
| Waldflöjt 2'          |            |         |
| Oktava 1' B/D         |            |         |
| Sesquialtera 2 chor D |            |         |
| Kvartian 2 chor B     |            |         |
| Crescendosvällare     |            |         |